# Lena Paul
Lena Paul (DeLand, Florida; 12 de octubre de 1993) es una actriz pornográfica, modelo erótica y camgirl estadounidense.

## Biografía
Nacida en la ciudad de DeLand en octubre de 1993, comenzó la carrera de Estudios latinoamericanos en Florida, trabajando posteriormente en escenarios orientados a la agricultura sostenible y desarrollando las relaciones con los países centroamericanos en materia de cultivo. Sería en esta etapa cuando decidió comenzar a trabajar como modelo de cámara web (o camgirl) para páginas como Cam Soda.
Sin dejar de lado su faceta como camgirl, Lena Paul decidió entrar en la industria pornográfica, debutando como actriz a los 23 años en abril de 2016, rodando su primera escena para Reality Kings.
Ha trabajado con productoras como Evil Angel, Naughty America, 21Sextury, Wicked Pictures, Mofos, Bangbros, Blacked, Tushy, Hard X, Girlfriends Films, New Sensations, Reality Kings, Zero Tolerance, Deeper, Pure Taboo o Brazzers, entre otras.
Rodó su primera escena de sexo anal en la película Art of Anal 5 Sex y la primera de doble penetración en Lena Paul's 1st DP.
En 2018 fue nominada en los Premios AVN y XBIZ en las categorías de Mejor actriz revelación. En los AVN de aquel año también logró una nominación en la categoría de Mejor escena de sexo lésbico en grupo por Women Seeking Women 140.
En los Premios XBIZ de 2018 logró, además de Mejor actriz revelación, las de Mejor actuación no sexual por Justice League XXX: An Axel Braun Parody y Mejor escena de sexo en película lésbica por Please Make Me Lesbian 15.
En mayo de 2018 debutó como guionista de Airtight Invasion, escena que también interpretó para la web Pure Taboo.
Ha rodado más de 710 películas como actriz.
Alguno de sus trabajos son A Soft Touch 3, Breast Worship 5, Curve Appeal, Dirty Blondes, Interracial Teens 4, Lesbian Schoolgirls, Magnificent Melons 3, Net Skirts 16, Open My Ass 2, Stacked 6, o Tits and Oil 2.

## Premios y nominaciones
| Año  | Ceremonia    | Resultado | Premio                                        | Trabajo                                  |
| ---- | ------------ | --------- | --------------------------------------------- | ---------------------------------------- |
| 2018 | Premios AVN  | Nominada  | Mejor actriz revelación                       | —                                        |
| 2018 | Premios AVN  | Nominada  | Mejor escena de sexo lésbico en grupo         | Women Seeking Women 140                  |
| 2018 | Premios AVN  | Ganadora  | Premio fan: Debutante más caliente            | —                                        |
| 2018 | Premios XBIZ | Nominada  | Mejor actriz revelación                       | —                                        |
| 2018 | Premios XBIZ | Nominada  | Mejor actuación no sexual                     | Justice League XXX: An Axel Braun Parody |
| 2018 | Premios XBIZ | Nominada  | Mejor escena de sexo en película lésbica      | Please Make Me Lesbian 15                |
| 2018 | Premios XBIZ | Nominada  | Mejor escena de sexo en película de todo sexo | Curve Appeal                             |
| 2018 | Premios XRCO | Ganadora  | Mejor actriz revelación                       | —                                        |
| 2019 | Premios AVN  | Nominada  | Mejor escena de sexo en grupo                 | Lena Paul 1st Gangbang                   |
| 2019 | Premios AVN  | Nominada  | Mejor escena de sexo en grupo                 | Xander's World Tour                      |
| 2019 | Premios AVN  | Nominada  | Mejor escena de trío H-M-H                    | Blacked Raw V6                           |
| 2019 | Premios AVN  | Nominada  | Premio fan: Mejores pechos                    | —                                        |
| 2019 | Premios XRCO | Nominada  | Estrella femenina del año                     | —                                        |
| 2019 | Premios XRCO | Nominada  | Superslut                                     | —                                        |
| 2020 | Premios AVN  | Nominada  | Mejor escena de gangbang                      | Interracial Icon 10                      |
| 2020 | Premios AVN  | Ganadora  | Mejor escena de sexo en grupo                 | Drive                                    |
| 2020 | Premios XBIZ | Nominada  | Mejor escena de sexo en película protagonista | Drive                                    |
| 2020 | Premios XBIZ | Nominada  | Mejor escena de sexo en película protagonista | Welcome to the Grind Bar                 |
| 2021 | Premios AVN  | Nominada  | Mejor dirección - Drama                       | Out With a Bang                          |
| 2021 | Premios XBIZ | Nominada  | Mejor escena de sexo en película gonzo        | Anal Car Wash Girls                      |
| 2021 | Premios XBIZ | Nominada  | Mejor escena de sexo en película vignette     | His Mistress                             |
| 2022 | Premios AVN  | Nominada  | Mejor actuación no sexual                     | Muse 2                                   |
| 2022 | Premios AVN  | Nominada  | Mejor escena de sexo en grupo                 | Sleepless Nights                         |
| 2022 | Premios XBIZ | Nominada  | Mejor actuación de reparto                    | Muse 2                                   |
| 2022 | Premios XBIZ | Nominada  | Mejor escena de sexo en película vignette     | Third Wheel                              |